# Houston (British Columbia)
Houston ist eine Stadt im Regional District of Bulkley-Nechako, in der kanadischen Provinz British Columbia. Die Einwohnerzahl beträgt etwa 3000 Personen, hinzu kommen rund 2000 Bewohnern im umliegenden ländlichen Raum.

## Geographie
Houston ist in der Nähe des Zusammenflusses vom Bulkley River und Morice River gelegen. Es liegt südlich von Smithers am Highway 16, dem sogenannten Yellowhead Highway.

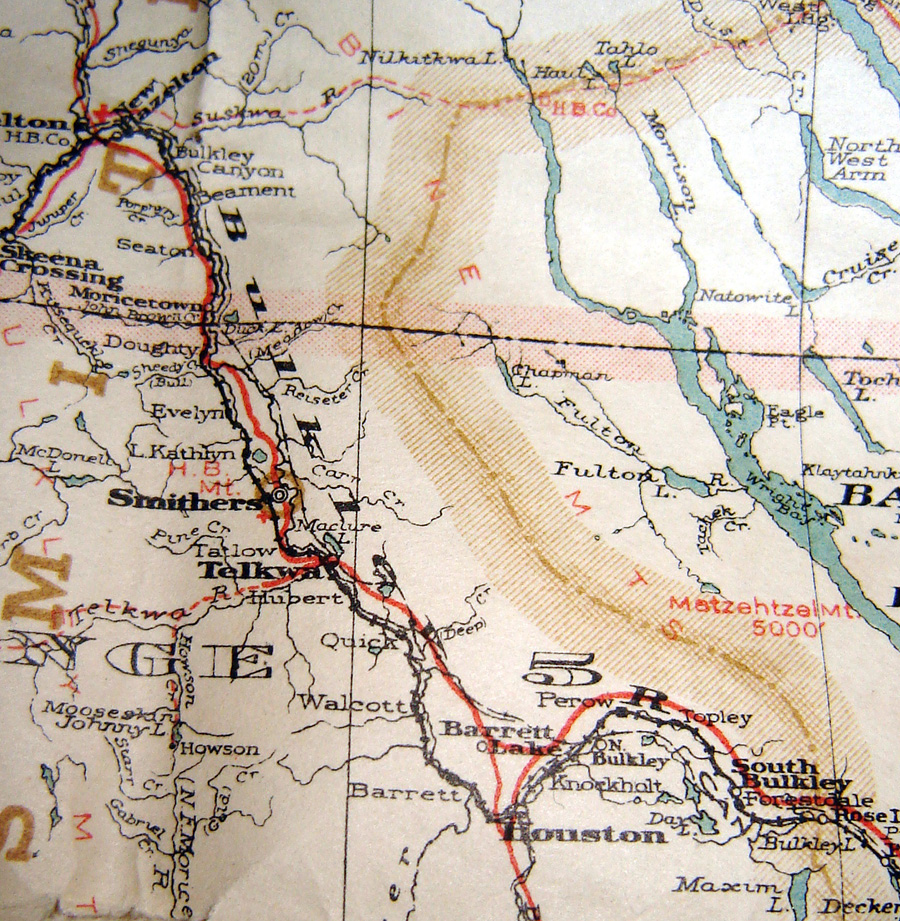
Houstons Lage im Buckley Valley, Karte von 1923.

Es befinden sich folgende Gemeinden in der Nähe:
- Perow
- Topley
- Buck Flats
- Barrett
- Quick
- Walcott
- Smithers
- Burns Lake
- Moricetown

## Geschichte

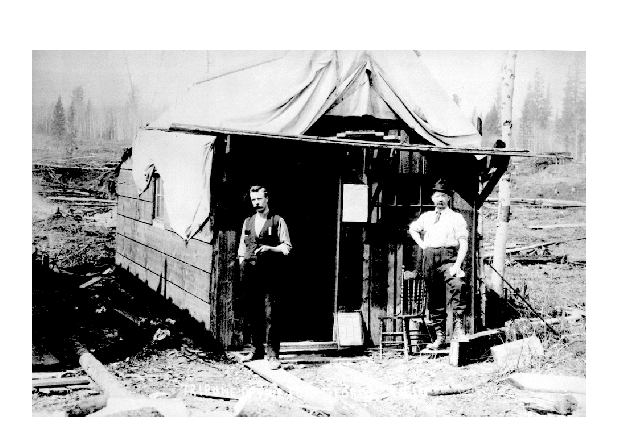
John Houston(linke Person) vor seinem Büro stehend

Houstons Geschichte ist relativ typisch für viele Orte in der Region. Zwar gibt es etwas Verwirrung darüber, woher der Name Houston stammt, jedoch scheinen die meisten Einheimischen zu glauben, dass der Ort nach John Houston, einem beliebten Redakteur aus Prince Rupert benannt wurde. Dieser wirkte von 1888 bis 1910 als Zeitungsverleger und Herausgeber. Neben seiner journalistischen Laufbahn war er der erste Bürgermeister des Ortes Nelson in British Columbia.
Im Jahr 1914, zwei Jahre nach dem Bau einer Eisenbahnstrecke durch Houston, wurde die Stadt im Verzeichnis von British Columbia mit einer Bevölkerung von 150 Personen gelistet. Im Laufe der folgenden Jahre entstanden in Houston ein Hotel, ein Einkaufsladen, ein Postamt und eine anglikanische Kirche. Die 1940er Jahre brachten die Forstindustrie nach Houston, welche seitdem der Hauptwirtschaftszweig des Ortes ist.
Ab dem 4. März 1957 wurde Houston offiziell als „Village“ geführt und erhielt damit verbunden die Zuerkennung der kommunalen Selbstverwaltung (incorporated). Die Gemeinde hatte das erste Telefonnetz nördlich von Boston Bar. Houston wurde am 31. Januar 1969 offiziell eine Bezirksgemeinde.

## Demographie
Der Zensus im Jahr 2011 ergab für die Distriktgemeinde eine Bevölkerungszahl von 3.147 Einwohnern. Die Bevölkerung der Stadt hatte dabei im Vergleich zum Zensus von 2006 um 0,5 % abgenommen, während die Bevölkerung in der Provinz British Columbia gleichzeitig um 7,0 % anwuchs.

## Klima
Das Gebiet um Houston weist vorwiegend heiße, trockene Sommer und sehr kalte, aber ebenfalls trockene Winter auf, wobei −30 Grad Celsius im Winter keine Seltenheit sind. Die Vegetation besteht aus Waldungen, nur rund um die Häuser des Ortes herum existieren Wiesengebiete. Es dominieren hauptsächlich Fichten- und Kiefernwälder.
Die Monatsdurchschnittstemperaturen bewegen sich zwischen 14,5 °C im Juli und −12,7 °C im Januar.

## Verkehr
Der Flughafen Houston (IATA-Flughafencode: -, ICAO-Code: -; Transport Canada Identifier: CAM5) liegt etwa 10 km nordwestlich der Gemeinde und hat nur eine asphaltierte Start- und Landebahn von 1189 Meter Länge.
Weiterhin ist die Gemeinde an ein überregionales Netz von Busverbindungen angeschlossen, welches von BC Bus North betrieben wird. Die Gemeinde liegt mit einer Haltestelle an der Verbindung Prince Rupert–Smithers–Prince George. Die Verbindung wird donnerstags und samstags in die eine Richtung angeboten sowie freitags und sonntags in die andere Richtung. Mit Stand 2020 sind in diesem Netz insgesamt 34 Gemeinden und Siedlungen im zentralen und nördlichen British Columbia verbunden.
Öffentlicher Personennahverkehr wird regional mit Buslinien des „Bulkley Nechako Regional Transit System“ angeboten, welches von BC Transit in Kooperation betrieben wird. Das System bietet Verbindungen entlang dem Highway 16 zwischen Prince George, Burns Lake und Smithers, mit Haltestellen in den Gemeinden zwischen diesen Orten.

## Schulen
Die erste Schule wurde 1916 für 7 Schüler unter der Leitung von Miss Bessie McKay eröffnet. Houston hat 2009 drei öffentliche Schulen und eine privat geführtes christlich-konfessionelle Schule. Als Grundschulen existieren die Silverthorne Elementary School und die Twain Sullivan Elementary School. Die weiterführende Schule ist die Houston Secondary School.

## Freizeit und Tourismus
Viele Touristen, die nach Houston kommen, wollen vor allem Campen und Angeln. Für diese Art von Freizeitbeschäftigung ist der Ort mit seinen drei Seen ideal. Im Winter ist das Skifahren die vorherrschende Sportart, hierfür besitzt Houston einen eigenen Skiverein, den Morice Mountain Nordic Ski Club.
Es gibt in Houston aber auch luxuriösere Freizeitaktivitäten:
- Die kürzlich erbaute Houston Freizeitanlage hat einen Pool, Hot-Whirlpool, Sauna und Fitness-Studio.
- Houston verfügt über zwei 9-Loch-Golfplätze